# نور الدين بنسودة
نور الدين بنسودة (مواليد 1963 - الرباط، المغرب) هو موظف مدني مغربي رفيع المستوى كان يشغل منصب مدير مجلس النواب الديمقراطي بين عامي 1999 و2010 (الإدارة العامة للموانئ). ومنذ ذلك الحين أصبح مديرا للمكتبة العامة للرواية.
 وكان بنسودة، مثله مثل الشخصيات الأخرى المؤثرة في الدولة المغربية، كونه أيضا درس مع محمد السادس بالمدرسة المولوية في الرباط.

## حياته
التسلسل الزمني لمسيرته
- طالب في المدرسة المولوية، في نفس الصف الذي كان يدرس فيه الملك الحالي محمد السادس.[5]
- في عام 1983، حصل على شهادة في القانون.
- في عام 1986، كان مسؤولا عن الدراسات في مجلس الوزراء في وزارة المالية.
- في عام 1991، أصبح رئيس الأركان لوزارة المالية.
- في عام 1993، أصبح مساعد مدير الضرائب، المسؤولة عن التفتيش المركزي للخدمات والتداخل.
- وفي عام 1999، عين رئيسا للضرائب وظل كذلك حتى عام 2010.
- في عام 2001، حصل على الدكتوراه في القانون العام في جامعة باريس 1 (بانتيون سوربون).
- في عام 2005، حصل على شهادة الدكتوراه في القانون العام في جامعة محمد الخامس. كما أصبح رئيسا للجنة خبراء الأمم المتحدة في مجال التعاون الضريبي.
- في عام 2007، أصبح عضوا في اللجنة العلمية الدائمة لتلك للجمعية.
- في 26 أبريل 2010 عينه محمد السادس أمين الخزينة العامة للمملكة ليحل محل سعيد إبراهيمي.

## الجدل
وفي يوليو 2012، شارك بنسودة في فضيحة تتعلق بمكافآت الأجور إلى جانب صلاح الدين مزوار، وزير المالية أنداك. وتلك الفضيحة كانت تتعلق بوثائق مسربة تبين أن بنسودة ومزوار اصدرا أوامر لمكافأة أنفسهم مع مكافآت شهرية وربع سنوية بمبالغ كبيرة. فقد بلغ مجموع تلك العلاوات التي حصلا عليها بحوالي 77.797 درهم للشهر (12.000 دولار أمريكي). حيث أعلن مزوار أن العلاوات كانت قانونية تستند إلى قانون عام 1941 من قبل رئاسة الاستعمار الفرنسي الذي كان لا يزال قائما. ويسمح المرسوم الفرنسي بإصدار هذه العلاوات للموظفين الرفيعي المستوى في الإدارة الاستعمارية.
وحكم على الموظفان اللذان كشفا هذه المعلومات وهما عبد لمجيد الويز ومحمد رضا، بتهمة تسريب وثائق سرية، في 21 مارس 2013، حيث حكم على عبد المجيد لويز بالسجن لمدة شهرين مع وقف التنفيذ وغرامة مالية قدرها 2,000 درهم، في حين برئة محمد رضا. ومع ذلك تم استبعاد كلا العاملين من وظائفهم.